# Kjerringøy
Kjerringøy är en by i Bodø kommun i Nordland fylke i norra Norge. Byn ligger vid havet i den norra delen av kommunen och saknar fast vägförbindelse.
Byn utgjorde tidigare centralort i dåvarande Kjerringøy kommun.